# Орден Западной Добровольческой армии
Орден Западной Добровольческой армии — орден Белого движения, учреждённый генералом Бермондтом-Аваловым в 2-х степенях для награждения чинов армии.

## История
Орден был учреждён 4 марта 1919 года после начала формирования Западной добровольческой армии. Он имел две степени. Награждались им как военные — крест с мечами, так и гражданские лица — крест без мечей.

## Описание
Размер ордена 1-й степени — 55 мм, высота мёртвой головы 19 мм, 2-й степени — 41 мм.
Орден 1-й степени представлял собой мальтийский крест из белого металла, который был покрыт чёрной эмалью или чёрным лаком. Над верхней стороной креста находилась мёртвая голова, под которой крест-накрест располагались две кости. Поперёк креста располагались два меча, которые отсутствовали на ордене для гражданских лиц. Оборотная сторона награды была гладкая. Крест носился на шее на чёрной ленте с каймой. С одной стороны — бело-сине-красной, а с другой — чёрно-бело-красной. При ношении на шее — германские цвета наверху, то же при ношении второй степени на груди с бантом.
Орден 2-й степени был меньшего размера — 41 мм. Носился на груди с бантом.